# Kurt Göbel
Kurt Göbel (* 12. März 1900 in Bautzen; † 3. Dezember 1983) war ein hessischer Politiker (DDP / LDP / FDP) und Abgeordneter des Hessischen Landtags.

## Ausbildung und Beruf
Kurt Göbel machte 1914 eine kaufmännische Lehre und besuchte die Handelsschule. 1918 wurde er als Soldat an die Westfront eingezogen. Ab 1919 arbeitete er als Handlungsgehilfe. 1922 bis 1926 war er als Gewerkschaftssekretär tätig. In den Jahren 1926 und 1927 studierte er an der Akademie der Arbeit. Nach der Begabtenprüfung in Berlin studierte er 1927 bis 1931 Rechts- und Sozialwissenschaften in Frankfurt am Main, in der Schweiz und beim Völkerbund in Genf. 1930 schloss er die Studien als Diplom-Volkswirt ab und arbeitete ab 1933 als Steuer- und Wirtschaftsberater sowie vereidigter Bücherrevisor. 1939 bis 1945 leistete er Kriegsdienst und kam in Kriegsgefangenschaft. 1946 wurde er Direktor der Frankfurter Stiftung Versorgungshaus und Wiesenhüttenstiftung. 1949 wurde er Erster Vorsitzender des Deutschen Paritätischen Wohlfahrtsverbandes.

## Politik
Kurt Göbel war in der Weimarer Republik von 1922 bis 1933 Mitglied der Deutschen Demokratischen Partei (DDP). Für diese wurde er 1933 als Stadtverordneter in Frankfurt am Main gewählt.
Nach dem Zweiten Weltkrieg trat Göbel der LDP (später FDP) bei. Vom 1. Dezember 1946 bis 30. November 1954 war er in den ersten beiden Wahlperioden Mitglied des Hessischen Landtags. 1949 war er Mitglied der 1. und 1954 der 2. Bundesversammlung.